# Symplecta epicharis
Symplecta epicharis är en tvåvingeart som först beskrevs av Alexander 1966.  Symplecta epicharis ingår i släktet Symplecta och familjen småharkrankar. Inga underarter finns listade i Catalogue of Life.